# Heiligenstein
Heiligenstein [ailiɡənʃtain]  est une commune française située dans la circonscription administrative du Bas-Rhin et, depuis le 1er janvier 2021, dans le territoire de la Collectivité européenne d'Alsace, en région Grand Est.
Cette commune se trouve dans la région historique et culturelle d'Alsace.

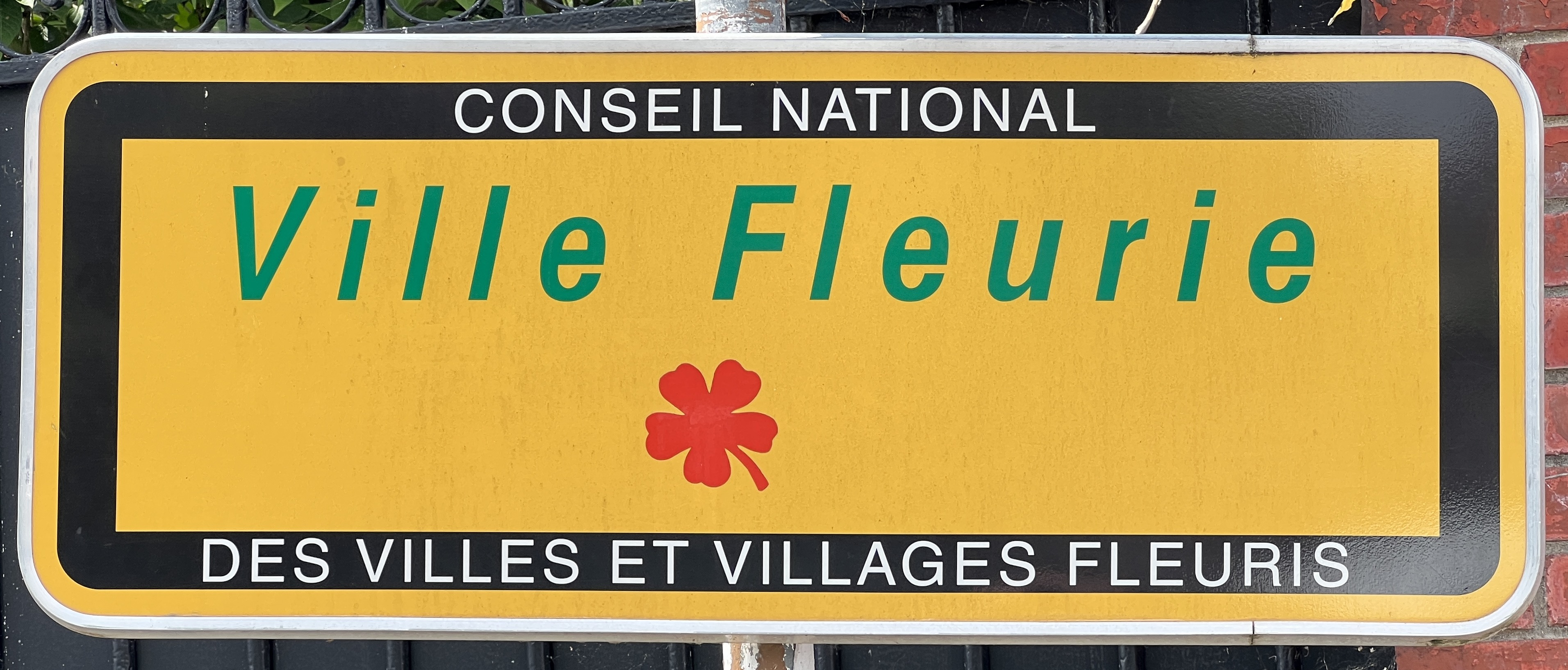
La récompense "Ville Fleurie", également connue sous le nom de "Villes et Villages fleuris, anciennement appelée concours, a été créée en 1959 en France pour promouvoir le fleurissement, l'environnement de vie et les espaces verts.

## Géographie

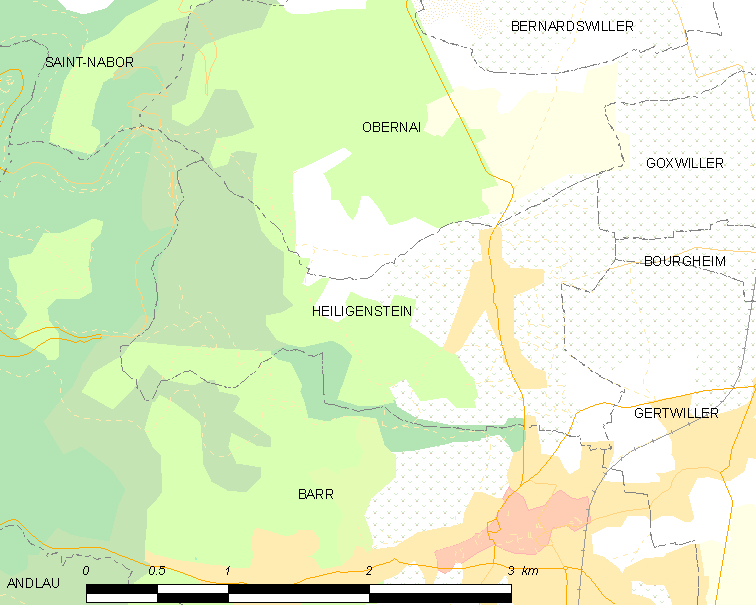

Située au pied du mont Sainte-Odile, Heiligenstein est surtout connue pour son klevener, cépage unique dans la région et servant à produire un vin blanc classé AOC alsace : le klevener de Heiligenstein.
Sa vocation viticole remonte au IIIe siècle, à l'époque galloromaine.
Heiligenstein se trouve sur la Route des Vins d'Alsace.  
Heiligenstein est un petit village dont le code postal est 67140.
|      | Obernai       | Goxwiller  |
| Barr | Heiligenstein | Bourgheim  |
| Barr | Barr          | Gertwiller |

### Hydrographie
La commune est dans le bassin versant du Rhin au sein du bassin Rhin-Meuse. Elle est drainée par le ruisseau la Kirneck,.
La Kirneck, d'une longueur de 18 km, prend sa source dans la commune de Barr et se jette  dans l'Andlau à Westhouse, après avoir traversé sept communes. 

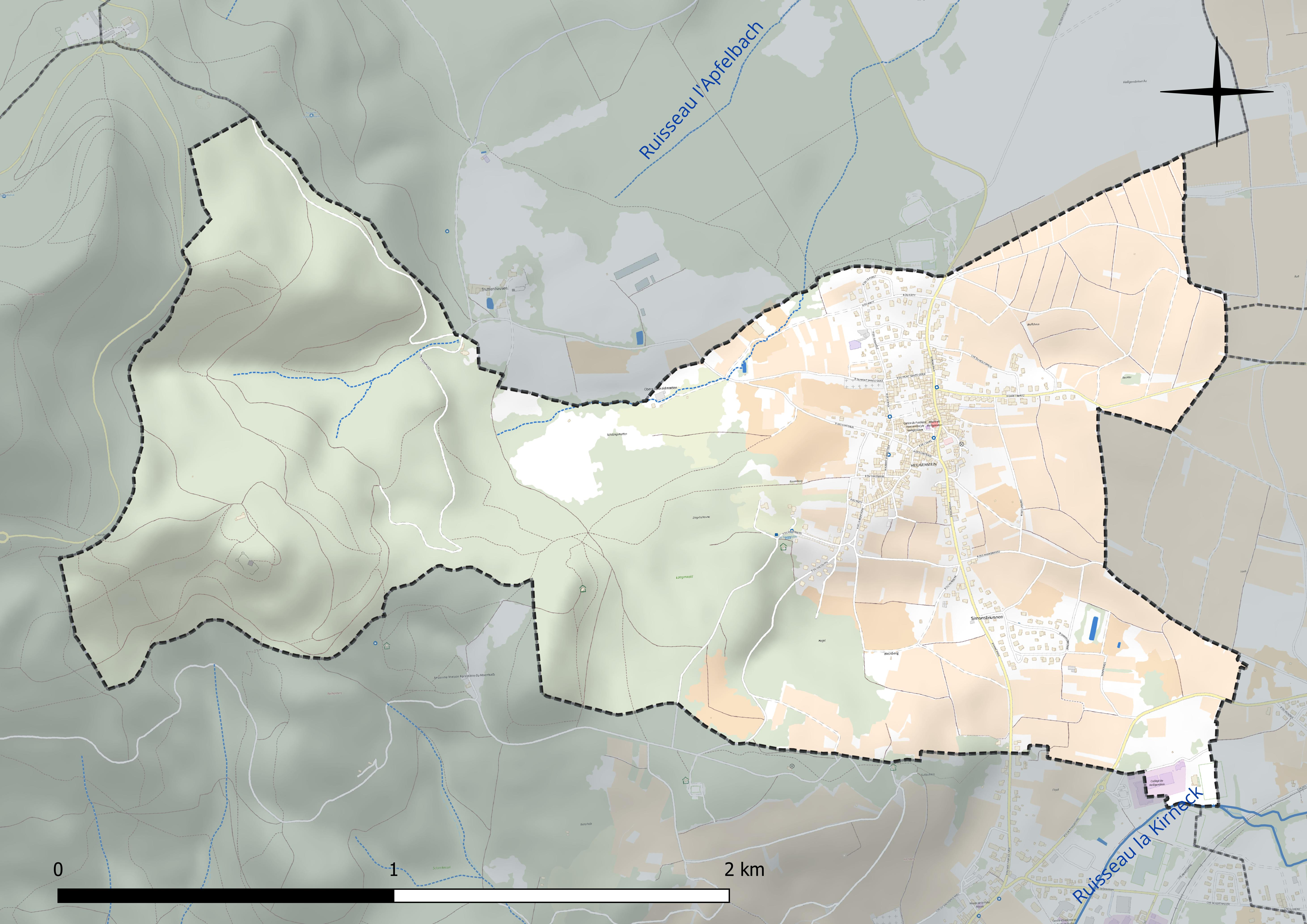
Réseau hydrographique de Heiligenstein.

### Climat
Pour des articles plus généraux, voir Climat du Grand Est et Climat du Bas-Rhin.
En 2010, le climat de la commune est de type climat des marges montargnardes, selon une étude du Centre national de la recherche scientifique s'appuyant sur une série de données couvrant la période 1971-2000. En 2020, Météo-France publie une typologie des climats de la France métropolitaine dans laquelle la commune est exposée à un climat semi-continental et est dans la région climatique  Vosges, caractérisée par une pluviométrie très élevée (1 500 à 2 000 mm/an) en toutes saisons et un hiver rude (moins de 1 °C). 
Pour la période 1971-2000, la température annuelle moyenne est de 10,3 °C, avec une amplitude thermique annuelle de 17,4 °C. Le cumul annuel moyen de précipitations est de 735 mm, avec 9,5 jours de précipitations en janvier et 10,1 jours en juillet. Pour la période 1991-2020, la température moyenne annuelle observée sur la station météorologique de Météo-France la plus proche, « Le Hohwald_sapc », sur la commune du Hohwald à 9 km à vol d'oiseau, est de 8,8 °C et le cumul annuel moyen de précipitations est de 1 129,1 mm. 
La température maximale relevée sur cette station est de 35,6 °C, atteinte le 25 juillet 2019 ; la température minimale est de −20,5 °C, atteinte le 7 février 1991,,. 
Les paramètres climatiques de la commune ont été estimés pour le milieu du siècle (2041-2070) selon différents scénarios d'émission de gaz à effet de serre à partir des nouvelles projections climatiques de référence DRIAS-2020. Ils sont consultables sur un site dédié publié par Météo-France en novembre 2022.

## Urbanisme

### Typologie
Au 1er janvier 2024, Heiligenstein est catégorisée petite ville, selon la nouvelle grille communale de densité à sept niveaux définie par l'Insee en 2022.
Elle appartient à l'unité urbaine de Barr, une agglomération intra-départementale regroupant trois  communes, dont elle est une commune de la banlieue,,. Par ailleurs la commune fait partie de l'aire d'attraction de Strasbourg (partie française), dont elle est une commune de la couronne,. Cette aire, qui regroupe 268 communes, est catégorisée dans les aires de 700 000 habitants ou plus (hors Paris),.

### Occupation des sols
L'occupation des sols de la commune, telle qu'elle ressort de la base de données européenne d’occupation biophysique des sols Corine Land Cover (CLC), est marquée par l'importance des forêts et milieux semi-naturels (49,2 % en 2018), une proportion identique à celle de 1990 (49,2 %). La répartition détaillée en 2018 est la suivante : 
forêts (49,2 %), cultures permanentes (34 %), zones urbanisées (10,3 %), zones agricoles hétérogènes (6,5 %). L'évolution de l’occupation des sols de la commune et de ses infrastructures peut être observée sur les différentes représentations cartographiques du territoire : la carte de Cassini (XVIIIe siècle), la carte d'état-major (1820-1866) et les cartes ou photos aériennes de l'IGN pour la période actuelle (1950 à aujourd'hui).

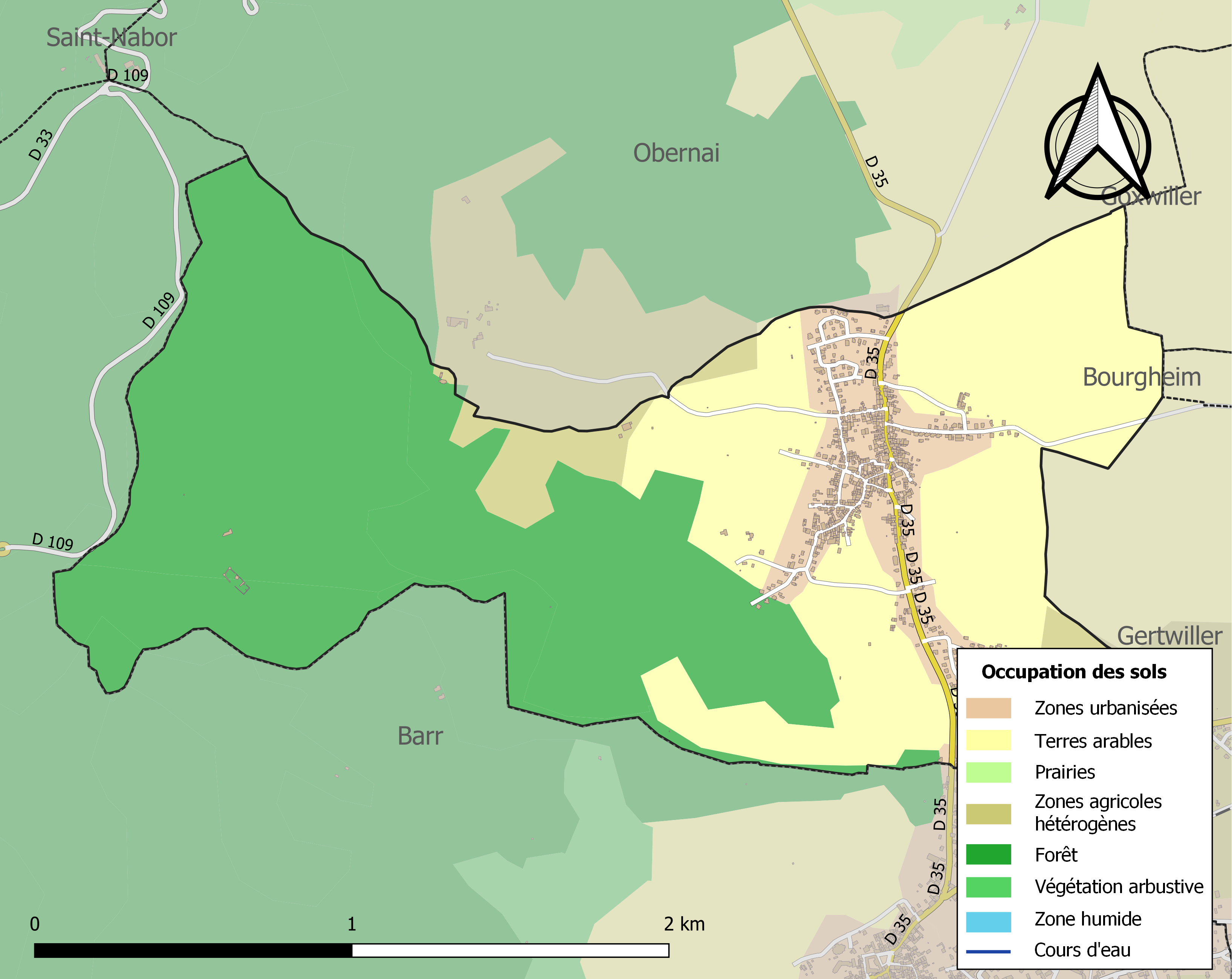
Carte des infrastructures et de l'occupation des sols de la commune en 2018 (CLC).

## Environnement
La commune abrite une partie de la « forêt de Landsberg » ; propriété d'un groupement forestier familial, gérée par 6 gestionnaires depuis 1800. La forêt s'étend sur 158 hectares (dont près de 25 ha improductifs), répartis sur 3 communes (Heiligenstein, Barr et Obernai). Elle fait l'objet d'une gestion dite « proche de la nature » (selon les principes sylvicoles recommandés par Prosilva), sans coupes rases. Elle a été certifiée FSC en décembre 2000 et PEFC en décembre 2002.

## Histoire
Heiligenstein est un village viticole accroché au flanc de la colline, au pied du mont Sainte-Odile, entre 240 m et 300 m d'altitude. La vigne y a vraisemblablement été introduite au IIIe siècle par des Romains colonisant la province rhénane. Une charte datée de 1181 cite pour la première fois le nom de Hellgenstein qui fait partie de la seigneurie de Barr. L'abbaye de Truttenhausen y possède des biens. Une ruine identifiée à un ancien ermitage se situe à la limite ouest du ban, en contrebas du Kappelhusfelsen.
L'ancien cimetière entourant l'église était contigu au château fort de Hell, d'où ce nom de Hellgenstein. Le nom actuel de Heiligenstein (sans doute modifié pour des raisons religieuses, Hell étant traduisible par « enfer ») apparaît pour la première fois en 1460. La rue du Rempart subsiste toujours elle est appelée « d'Hell » qui se traduit en alsacien par « l'enfer ».
Une autre étymologie est admissible. En effet le mot Helgen dérivé du celte ancien se traduirai par « héros ». Associé à Stein, cela signifierai « Pierre des Héros ».
Au XVIe siècle, le village vit une tragédie. Les paysans de la région se soulèvent contre les abus des puissants, nobles  et clergé. Réfugiés sur les hauteurs plusieurs mois durant, ils trouvent leur village entièrement pillé et détruit par les mercenaires des seigneurs à leur retour. C'est ainsi qu'ils s'installent sur la colline voisine qui deviendra le village actuel. La Réforme est introduite en 1554. Une paroisse protestante luthérienne avec son propre culte est introduite en 1869.
Au XVIIIe siècle, un nouveau cépage, le klevener, que l'on dit rapporté d'Italie du Nord par le Bourgmestre du village Ehret Wantz, y est introduit. Le sol de silex permettant son épanouissement optimal, les vignerons demandent vite l'agrandissement de l'aire viticole. Après maintes péripéties et un long procès avec les villages voisins qui veulent garder pour leur usage les terres convoitées, le Conseil des échevins de Strasbourg autorise en 1742 le village de Heiligenstein à planter sur ses terres ce fameux klevener. Ce nouveau cépage connaît un succès tel que les vignerons sont bientôt invités à payer la dîme en klevener qui, à cette époque, vaut le double des autres vins. Il est rapidement autorisé par le même conseil à agrandir sa surface de production, car la dîme rapporte beaucoup plus sur de bonnes vignes que sur de maigres pâturages.
Depuis, le klevener de Heiligenstein jouit d'une reconnaissance officielle.

### Héraldique
| Blason de Heiligenstein (variante 1) | Les armes de Heiligenstein se blasonnent ainsi : « De sinople aux trois coupeaux d'or mouvant de la pointe, surmontés à dextre par une grappe de raisin d'or et à senestre par une serpe d'argent. ». ou (deuxième variante) : « Coupé au premier de sinople aux trois coupeaux d'or mouvant de la partition, au deuxième d'argent. ». | Blason d'Heiligenstein (variante 2) |

## Politique et administration
| Période                                  | Période                   | Identité                                         | Étiquette | Qualité                          |
| ---------------------------------------- | ------------------------- | ------------------------------------------------ | --------- | -------------------------------- |
|                                          |                           | Léonard Nebinger                                 | -         | A connu l'année sans été de 1816 |
| Les données manquantes sont à compléter. |                           |                                                  |           |                                  |
| mars 2001                                | 2014                      | Marcel Kirstetter                                | -         |                                  |
| 2014                                     | En cours (au 31 mai 2020) | Jean-Georges Karl Réélu pour le mandat 2020-2026 | -         |                                  |
| Les données manquantes sont à compléter. |                           |                                                  |           |                                  |

## Démographie
L'évolution du nombre d'habitants est connue à travers les recensements de la population effectués dans la commune depuis 1793. Pour les communes de moins de 10 000 habitants, une enquête de recensement portant sur toute la population est réalisée tous les cinq ans, les populations de référence des années intermédiaires étant quant à elles estimées par interpolation ou extrapolation. Pour la commune, le premier recensement exhaustif entrant dans le cadre du nouveau dispositif a été réalisé en 2006.

En 2022, la commune comptait 927 habitants, en évolution de −3,13 % par rapport à 2016 (Bas-Rhin : +3,17 %, France hors Mayotte : +2,11 %).
| 1793 | 1800 | 1806 | 1821 | 1831 | 1836 | 1841 | 1846 | 1851 |
| ---- | ---- | ---- | ---- | ---- | ---- | ---- | ---- | ---- |
| 560  | 542  | 597  | 619  | 614  | 655  | 607  | 611  | 641  |

| 1856 | 1861 | 1866 | 1871 | 1875 | 1880 | 1885 | 1890 | 1895 |
| ---- | ---- | ---- | ---- | ---- | ---- | ---- | ---- | ---- |
| 687  | 738  | 798  | 807  | 788  | 831  | 757  | 766  | 778  |

| 1900 | 1905 | 1910 | 1921 | 1926 | 1931 | 1936 | 1946 | 1954 |
| ---- | ---- | ---- | ---- | ---- | ---- | ---- | ---- | ---- |
| 746  | 753  | 709  | 644  | 623  | 647  | 615  | 654  | 595  |

| 1962 | 1968 | 1975 | 1982 | 1990 | 1999 | 2006 | 2011 | 2016 |
| ---- | ---- | ---- | ---- | ---- | ---- | ---- | ---- | ---- |
| 580  | 608  | 694  | 728  | 730  | 861  | 974  | 952  | 957  |

| 2021 | 2022 | - | - | - | - | - | - | - |
| ---- | ---- | - | - | - | - | - | - | - |
| 938  | 927  | - | - | - | - | - | - | - |

## Lieux et monuments
- Abbaye ruinée de Truttenhausen. Ancien couvent des chanoines réguliers de Saint-Augustin (XVe siècle). L'abbaye de Truttenhausen fut fondée vers 1180 et connut un grand développement jusqu'au XVe siècle. Elle fut dévastée aux XVe et XVIe siècles par les guerres et les incendies. Ses ruines furent acquises en 1648 par les Landsberg. Elles sont aujourd'hui propriété de la famille de Turckheim. Classée aux Monuments historiques.
- Fontaine de l'Ours
- Mur Païen
- Roseraie du Rosenberg (Montagne des roses)
- Couvent du Mont Sainte-Odile
- Château du Landsberg
- Heiligenstein est l'une des quelque 50 localités d'Alsace dotées d'une église simultanée[26].

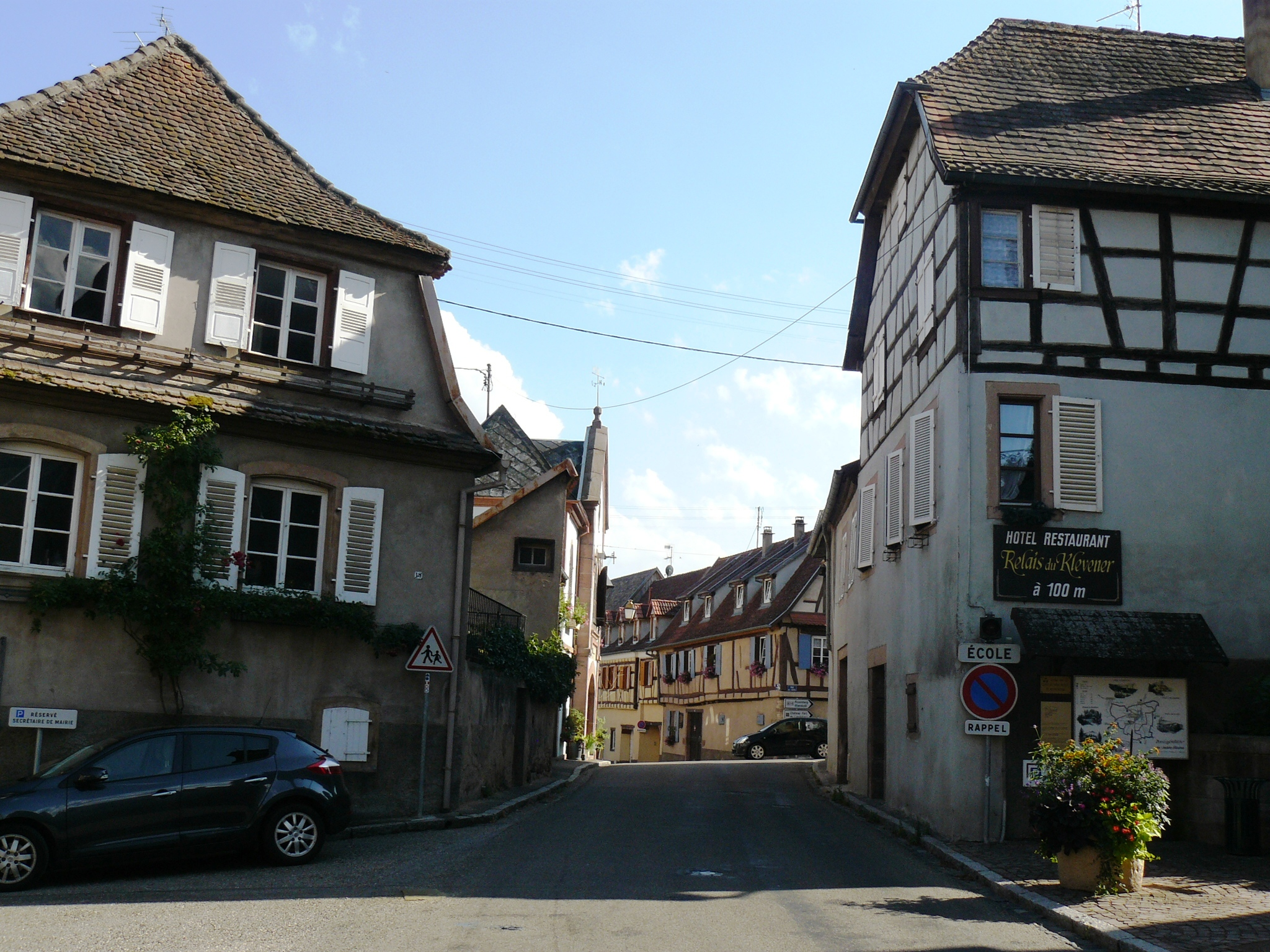
L'artère principale du village.
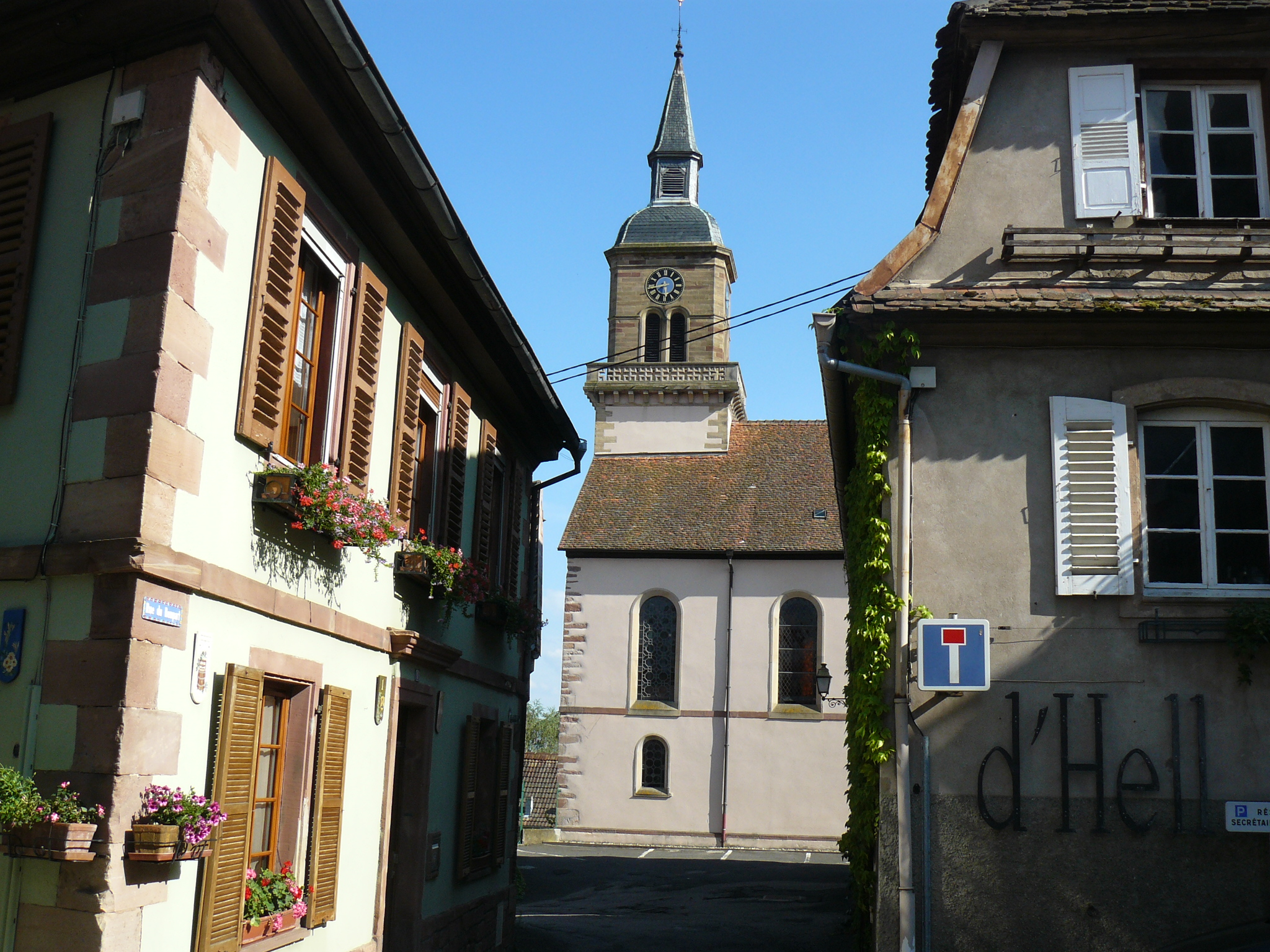
Église protestante de Heiligenstein.
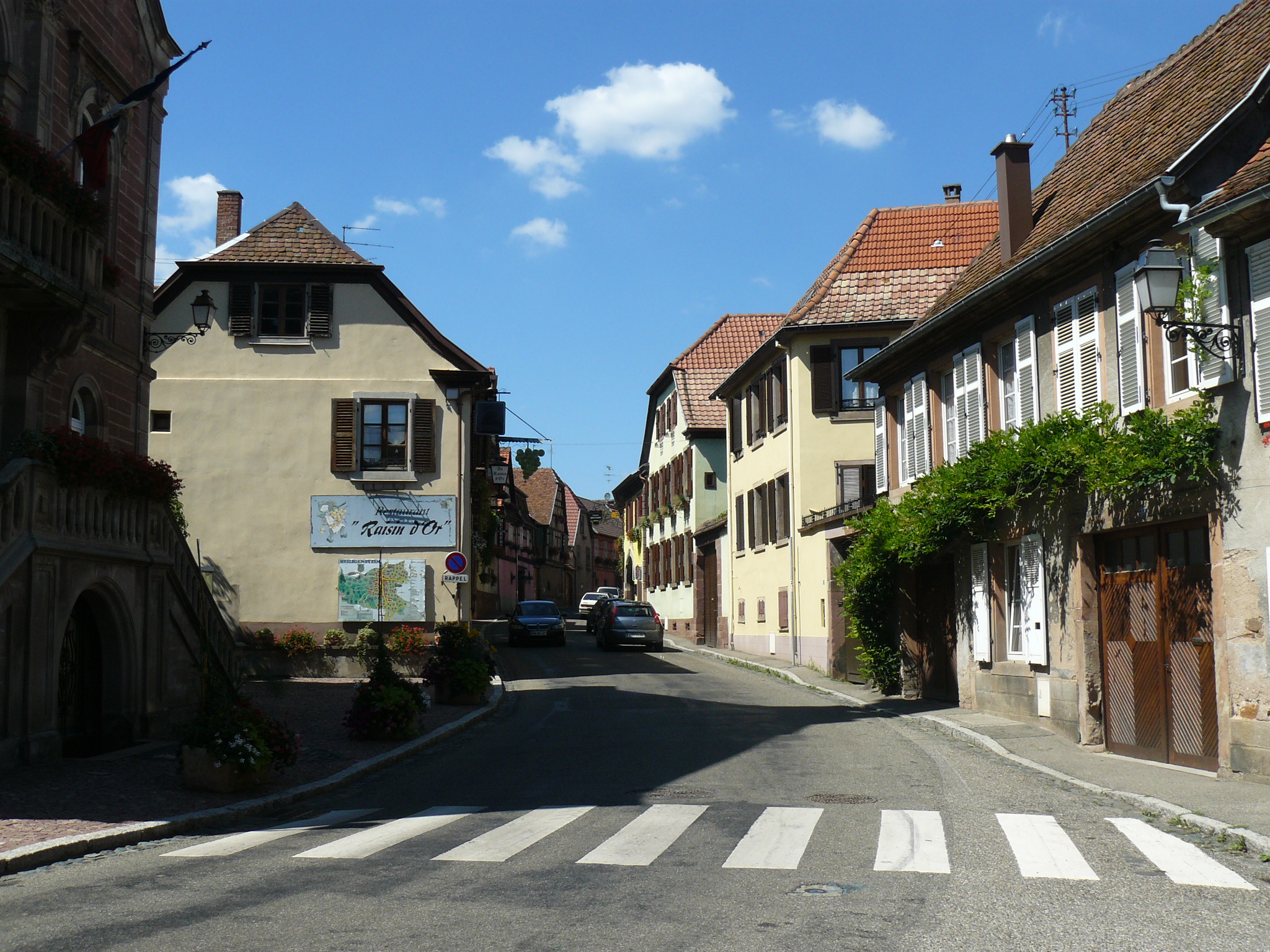
La rue principale de Heiligenstein près de la mairie.
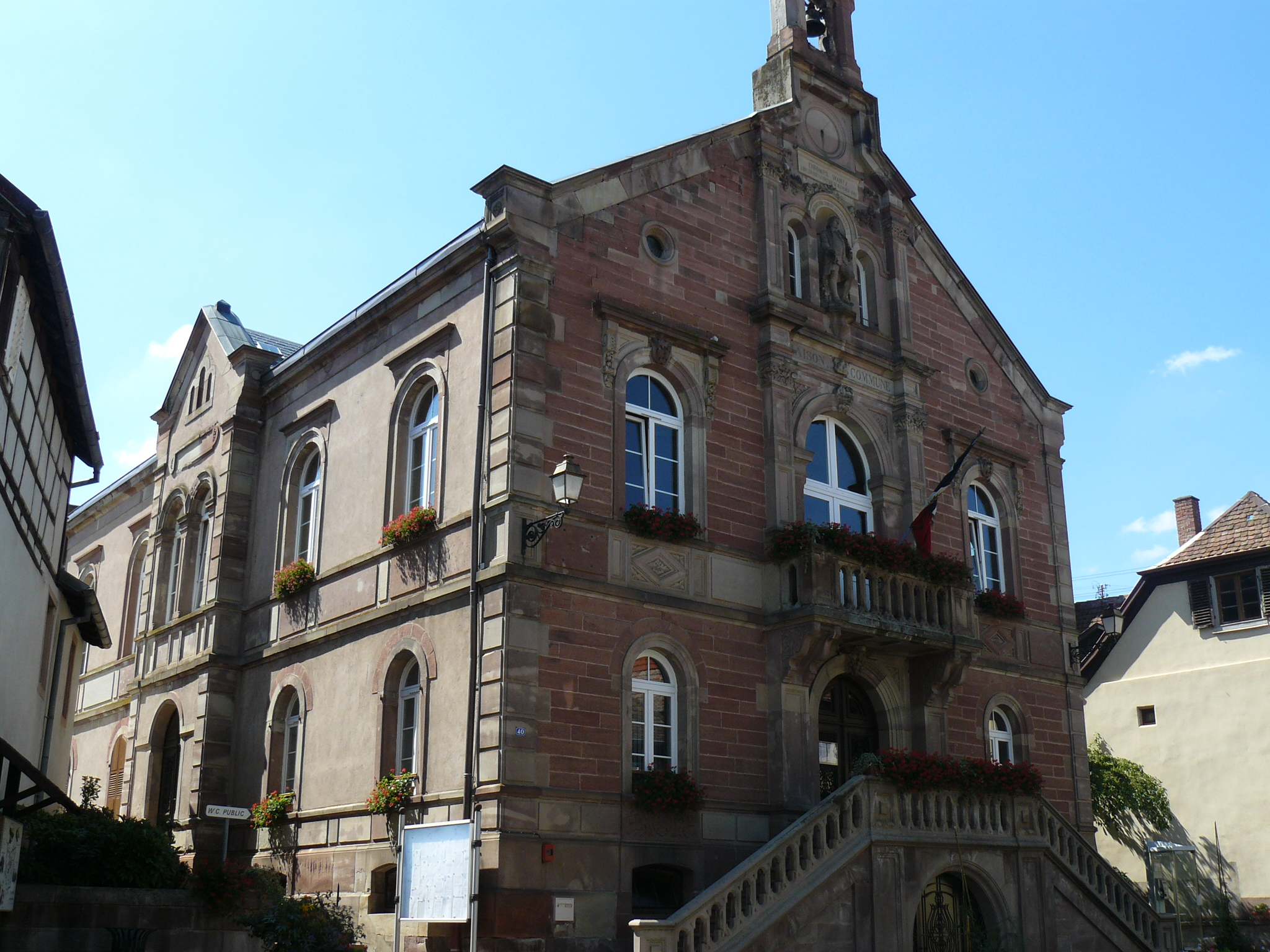
Mairie de Heiligenstein.

## Personnalités liées à la commune
- Jean Jacques Ehrlen, orfèvre, né à Heiligenstein en 1700.
- Joseph Willm, enseignant et philosophe, né à Heiligenstein en 1790.
- Maurice Regnaut (1928-2006), écrivain, poète et traducteur, a vécu dans les années 1970 et 1980 à Heiligenstein.
- Albert Koerttgé (1861-1940), peintre aquarelliste.